# Хойер, Андреас
Андреас Хойер (дат. Andreas Hojer; 1690—1739) — датский историк и юрист.

## Биография
Андреас Хойер родился 18 мая 1690 года в Шлезвиге.
В 1718 году вышел его первый исторический труд: «Kurtzgefasste Dännemärckische Geschichte vom Anfang dieses mächtigen Reichs bis zum Ausgang des XVII Seculi». В это же время Хойер выступил с полемическим сочинением против труда Людвига Хольберга «Introduction til Natur og Folkeretten» (Введение в естественное и международное право). Полемика завязалась самая ожесточённая. Тогдашние учёные практически всецело стали на сторону Хольберга, обвиняя А. Хойера в отсутствии патриотизма, в цитировании преимущественно шведских и немецких историков и многом другом.
В том же 1718 году вышло новое рассуждение Хойера: «Diagramma de nuptiis propinquorum jure divino non prohibitis», вызвавшее против него движение со стороны всего духовенства.
Король Дании и Норвегии Фридрих IV сделал Хойера своим историографом и поручил ему написать его биографию. Хойер прилежно исполнил данное ему поручение, но сочинение Хойера «König Friederich des Vierten Glorwürdigstes Leben» было напечатано только в 1829 году.